# Kærv
En kærv er en skæring eller uddybning i en genstand, der har et specifikt brugsformål. De fleste forbinder kærv med den fordybning, skæring eller anden udformning, der er på hovedet (toppen) at en skrue, som forbindes til skruetrækkeren. Andre eksempler på kærv er den skæring, der er på løbet af et gevær, som bruges til at sigte med. At udarbejde en fordybning til et specifikt brug, eksempelvis at skære en smal rille i en gren, til brug i haven, er også at skære en kærv.